# Preistoria della Lunigiana
Per preistoria della Lunigiana si intende la storia della regione storica della Lunigiana, e delle attuali provincia della Spezia e provincia di Massa e Carrara, nell'epoca che va da 120.000 anni fa fino alla colonizzazione romana, portata a termine nel 180 a.C. con la conquista degli Apuani. In queste zone è possibile trovare numerose tracce di insediamenti umani risalenti all'epoca preistorica.

## Paleolitico

### Musteriano
I reperti che permettono di documentare i più antichi insediamenti umani in Lunigiana vengono fatti risalire al musteriano, periodo che va da 120.000 a 36.000 anni fa circa.

#### La popolazione
Durante questo periodo, il territorio è popolato dai Neanderthal e gli insediamenti sono documentati nella Tecchia di Equi e, sempre nelle Alpi Apuane, nella Grotta dell'Onda (Monte Matanna).
Durante il Paleolitico i gruppi umani sono totalmente incapaci di modificare l'ambiente in cui vivono per procacciarsi il cibo necessario per il loro sostentamento, e questo avviene anche in Lunigiana: le comunità che la popolano osservarono inermi i numerosi cambiamenti climatici caratteristici di quest'epoca.

La flora e la fauna lungo le linee costiere subirono rilevanti mutamenti dal momento che il mare, durante il periodo interglaciale, si spinse verso le zone collinari, invadendo la val di Magra e la val di Vara; questo portò i Neanderthaliani a dedicarsi alla caccia di nuove specie, decretando un cambiamento dello stile di vita.
Nel Paleolitico medio, con i Neanderthaliani, si afferma lo stile di vita seminomade tipico delle popolazioni del Paleolitico Superiore: i gruppi umani vivono nelle grotte, usate come base da cui poi partire per le battute di caccia nei territori circostanti. Gli scavi archeologici hanno portato alla luce anche tracce di focolari: questo ha fatto supporre che fosse praticato un rudimentale culto dei morti che prevedeva la cremazione delle salme.

#### Lavorazione delle pietre
Stando alle informazioni che si hanno riguardo allo stile di vita e alla fauna durante il periodo Paleolitico, non ci deve stupire il fatto che i tipi di pietra preferiti dagli abitanti della Lunigiana fossero la selce, il diaspro e l'ossidiana, note per essere particolarmente dure e taglienti. Pietre come l'arenaria invece con molta probabilità erano usate per macinare l'ocra adoperata nelle pitture rupestri.

#### Gli scavi
I resti più importanti risalenti al periodo Musteriano in Lunigiana si trovano nella Tecchia di Equi Terme. In questo sito gli scavi sono iniziati nel 1909 a seguito del ritrovamento da parte di Giovanni Podenzana di grandi ossa. Queste fecero pensare Podenzana che il sito poteva contenere altri reperti lasciati dai suoi primitivi abitanti.

Dopo circa vent'anni, l'archeologo Branchini ha catalogato tutto il materiale ritrovato fino a quel momento e ha distinto 258 manufatti da alcune centinaia di schegge di relativa importanza.

Gli scavi sono proseguiti in varie fasi, anche se non con sistematicità scientifica, tanto che fra la fine degli anni trenta e gli anni cinquanta la grotta è stata abbandonata dagli archeologi e molti turisti ed escursionisti occasionali si sono così impossessati di alcuni reperti ormai abbandonati.
Con gli scavi successivi degli anni '60 è riemersa una serie innumerevole di schegge, punte di lama e, cosa molto importante, numerosi resti di ossa di orso speleo, presente in gran numero nella zona. Una tale quantità di resti di orso e di altri animali all'interno della caverna ha convinto gli archeologi che la Tecchia di Equi fosse usata durante le battute di caccia stagionali e le soste prolungate.

### Paleolitico Superiore e Mesolitico
Durante il Paleolitico Superiore e il Mesolitico la presenza dell'uomo è documentata a La Spezia, a Massa, in Val di Vara e sul Val del Serchio.

#### La popolazione
In questa fase il territorio è ancora abitato dai Neanderthal, che scompariranno definitivamente solo alla fine del Paleolitico.
Le popolazioni, in prima fase paleolitica, si erano stanziate prevalentemente lungo le coste. Questo dato lascia intendere che, durante i periodi di glaciazione, il clima sui litorali fosse migliore; di conseguenza, le montagne e le caverne, poiché poco frequentate, non hanno lasciato tracce documentabili del passaggio dell'uomo, come invece era stato per il periodo precedente. Anche la Tecchia di Equi viene abbandonata, verrà riutilizzata come luogo di sepoltura qualche migliaia di anni dopo.
Con la deglaciazione il popolamento si distribuisce anche sulle montagne, poiché l'aspetto fisico del territorio subisce diverse modificazioni: non solo queste zone ormai godevano di temperature più miti, ma erano anche diventate l'habitat di tutte le specie sopravvissute al grande freddo (camosci, stambecchi e cervi, che diventano, nel mesolitico, le prede principali delle battute di caccia). Inoltre la caccia negli ambienti alpini e appenninici era più semplice grazie agli spazi aperti. Non bisogna poi dimenticare che la Lunigiana offriva un'enorme varietà di specie erbivore ed era quindi ricca di vegetazione, di cui questi animali si nutrivano e motivo per cui si stanziavano sul territorio, in particolare erano presenti nocciole e pomacee.

#### La lavorazione delle pietre
Caratteristica tipica del periodo è la lavorazione della pietra; i ritrovamenti di selci in Lunigiana sono molto rari, mentre sono molto più frequenti in Garfagnana.

Gli studi degli esperti hanno rivelato che nella vicina provincia di Lucca, in una prima fase, il tipo di lavorazione più diffusa e quella detta a triangolo, definitivamente sostituita da quella a trapezio a partire dal 5000 anni a.C.

Tutto questo lascia supporre che anche in Lunigiana si siano verificati gli stessi fenomeni.

## Il Neolitico
Con questo termine si indica il periodo che va circa dal 6.000 al 2.800 a.C.

Il clima si è stabilizzato e questo comporta la scomparsa dei grandi mammiferi presenti nel Paleolitico Superiore.

I reperti che vengono fatti risalire a questo periodo provengono da Equi Terme, dalla provincia di Massa – Carrara e della Spezia e dalla zona circostante il lago di Massaciuccoli.
Arrivano ora in Lunigiana popolazioni che portano la cultura propria della Pianura Padana occidentale: praticano l'agricoltura e l'allevamento di ovini, bovini e suini; frequentano le caverne e si dedicano saltuariamente alla caccia di cervi, cinghiali e animali selvatici.

### La lavorazione delle pietre
Il passaggio ad un'economia rudimentale ad una agricola comporta anche una lunga serie di novità per quanto riguarda la lavorazione delle pietre: si predilige l'arenaria, pietra dalle proprietà abrasive molto diffusa in Liguria e nei bacini idrici del Magra e dell'Aulella e quindi in tutto il territorio della Lunigiana; vengono quindi realizzate con questo materiale asce per il disboscamento e macine per la frantumazione dei cereali.
Contemporaneamente inizia ad affermarsi anche la lavorazione dei megaliti, che porterà più avanti alla produzione delle Statue stele, costruite proprio in pietra arenaria.

### Gli scavi
Questa particolare fase non è ben documentata nella Lunigiana e in gran parte della Toscana, ad eccezione di rari e sporadici casi. Nonostante altrove si trovino tracce che testimoniano la presenza di piccoli villaggi o altri insediamenti, qui questo non accade. In compenso è possibile trovare alcune tracce di caverne sepolcrali, e dei relativi corredi funebri composti da armi e piccoli monili, e necropoli ad incinerazione.

Le ragioni vanno cercate nel fatto che molti di questi raggruppamenti umani coincisero con gli insediamenti di epoca storica che li distrussero per far posto al nuovo. Un'altra ipotesi sostiene che la colpa sia da attribuire alla folta vegetazione che, diffondendosi, fagocitò molti degli antichi depositi.

## L'Eneolitico

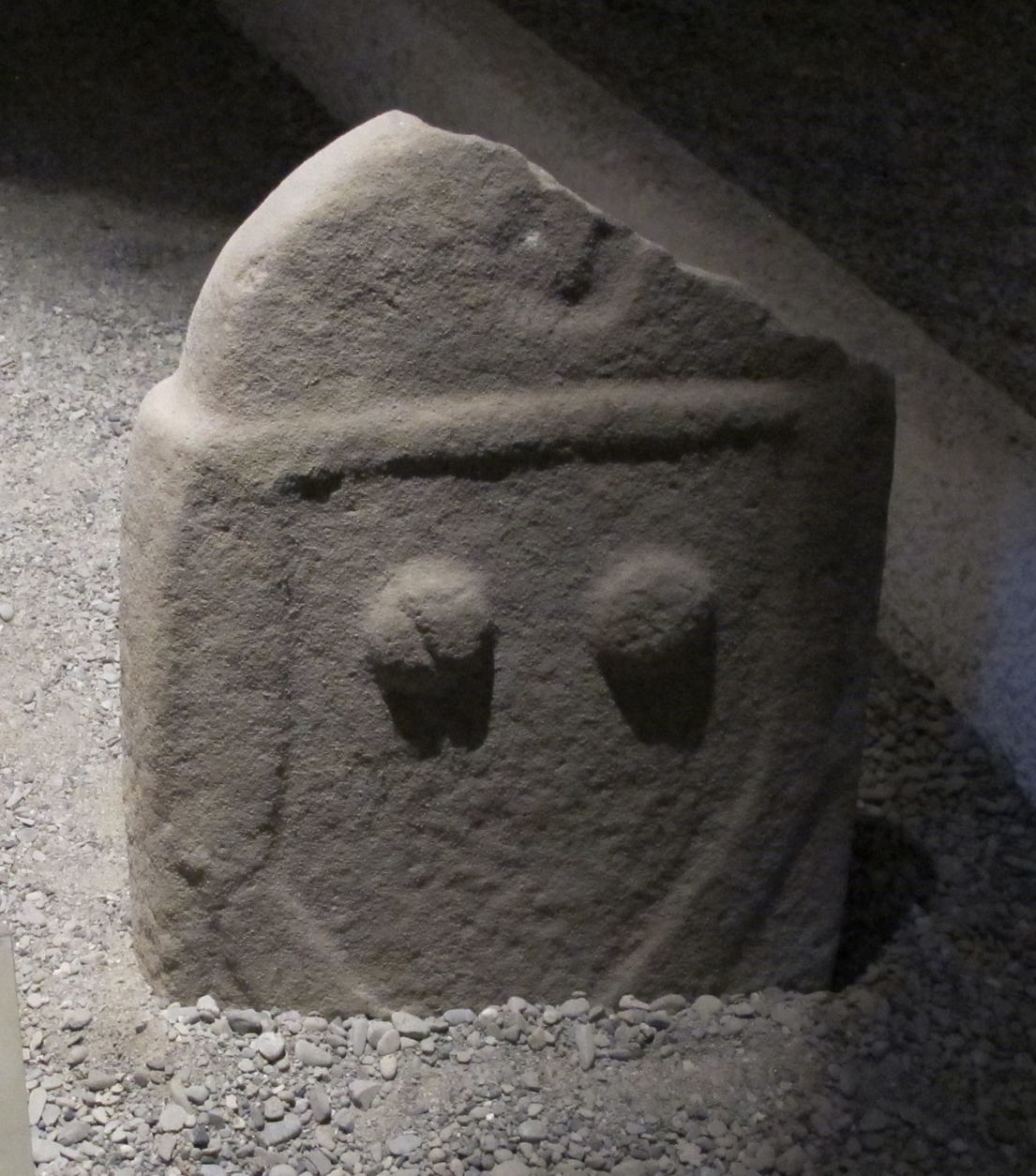
stele tipo A,di Moncigoli

Periodo che va dal 2800 al 1800 a.C. circa.

### L'economia
L'economia delle varie comunità sembra basarsi per lo più sulla pastorizia e meno sull'agricoltura; anche gli scambi commerciali fra popoli dell'entroterra e quelli sulla costa sono molto frequenti.

### Gli scavi
Numerosi i ritrovamenti di tombe che ci danno un'idea più approfondita riguardo al culto dei defunti: i morti vengono seppelliti nelle caverne o nelle piccole grotte e, come già nel Neolitico, hanno un corredo di armi e ciondoli come amuleti per l'al di là.

### Le Statue stele
Per la Lunigiana questo forse è il periodo che ha lasciato le tracce più significative dal punto di vista archeologico, dal momento che molto probabilmente le prime Statue stele di tipo A, quello più antico e dalle forme più stilizzate ed essenziali, risalgono proprio a quest'epoca. In tutta la Toscana, la lavorazione monolitica con figure antropomorfe terminerà solo in seguito alla colonizzazione romana del II secolo a.C.; aveva avuto inizio proprio qui ad opera delle popolazioni che seppellivano i loro morti nelle caverne, da Equi Terme all'Isola della Palmaria.

## L'Età del Bronzo

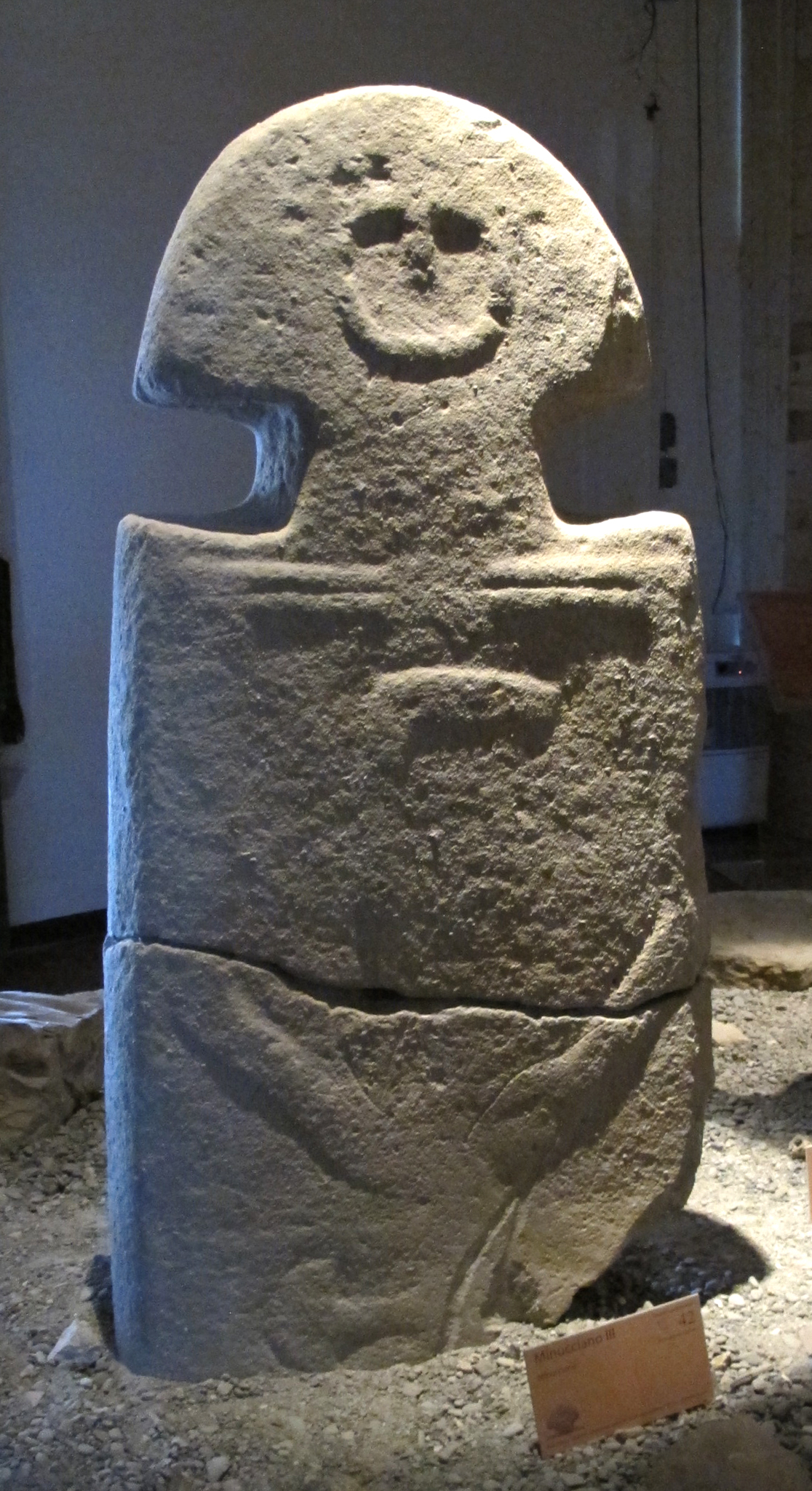
Stele tipo B di Minucciano

L'Età del Bronzo va dal 1800 al 1100 a.C. circa.

### La popolazione
In Lunigiana risiede una popolazione, che è stata definita proto-ligure, a carattere mediterraneo che viene fatta rientrare nella stirpe Camitico-Ibero-Ligure.

Tracce di questo popolo sono ben documentate su tutto il territorio, anche attraverso le Statue stele di gruppo intermedio (B) che si diffondono in questo periodo.

### La lavorazione delle pietre
Anche se, come suggerisce la denominazione, inizia ad affermarsi la lavorazione dei metalli, le pietre, come testimoniano le Statue stele, continuano ed essere i materiali più utilizzati proprio per la loro facile reperibilità sul territorio.

## L'Età del Ferro
A partire dal 900 a.C. fino alla romanizzazione si sviluppa l'Età del Ferro.

### La popolazione
Il popolo dei Liguri, o dei Liguri Apuani, viene definito da Diodoro Siculo come un popolo aspro e forte come la sua terra, coraggiosi viaggiatori per mare e valorosi combattenti.

Il territorio ligure e lunigianese non è molto diverso da com'era nelle epoche precedenti e anche la fauna e la flora non subiscono notevoli variazioni; si riscontra solo una maggior presenza di orsi e lupi rispetto all'Eneolitico.

La zona è suddivisa in “conciliaboli”, ovvero unità etnico - territoriali composte da vici (villaggi) e castellari (insediamenti sulle alture usati per difendersi dalle invasioni).

### I riti funebri
Le comunità che popolano questi insediamenti iniziano ad esercitare, durante i riti funebri, la pratica dell'incinarazione, abitudine tipica del popolo delle Terramare e di altre comunità sviluppatesi durante l'Età del Bronzo. Mentre nelle altre comunità la pratica dell'inumazione conviveva con l'incinarazione, presso i Liguri Apuani quest'ultima divenne la procedura più apprezzata e venne praticata, per diversi secoli, senza essere modificata, anche dopo la romanizzazione.

Il rito si svolge in maniera tradizionale: le spoglie del defunto vengono collocate su una pira di dimensioni che variano in relazione al rango del morto. Alle prime ore del mattino viene acceso il fuoco che verrà spento, una volta quasi estinto, con vino; a fratelli ed amici è riservato il compito di raccogliere le ceneri e gli ultimi resti e raccoglierli in un'urna deposta poi in una fossa all'interno del terreno e circondata dal corredo funebre.
La dimensione delle fosse può variare fra un metro e 25 centimetri (come molte fosse versiliesi e garfagnine) e i 2 metri e 45 centimetri (come quelle di Ameglia). Capitava in alcune occasioni che in una sola tomba si trovasse più di una persona e che il luogo in cui veniva eretta la pira e il luogo della sepoltura dell'urna coincidessero, ma sono occasioni abbastanza rare e solitamente le tombe sono singole e i luoghi dove viene celebrato il rito sono distanti tra loro.

Il materiale con cui venivano prodotte le urne suggerisce una fabbricazione locale dei manufatti, realizzati mediante argilla grigio - nerastra, ricca di impurità, eventualmente abbellita da piccole e semplici decorazioni; sono di forma solitamente tondeggiante, senza piede né anse, e hanno una ciotola che funge da coperchio.
Il corredo funebre che accompagnava il morto nell'aldilà solitamente era costituito da armi e armature (se uomini guerrieri), ornamenti o monili sopravvissuti al fuoco della pira. Per lo più si tratta di oggetti di scarso valore, come fibule, punte di lancia o giavellotti, coltelli o spade; in alcuni casi invece sono stati ritrovati monili in oro, gioielli e altri oggetti d'abbellimento per uomini e donne (collane, pendagli, anelli, ecc.). Le tombe più ricche che presentano questo tipo di corredo, oltre che ricchi vasi d'oro e d'argento molto probabilmente d'importazione, si trovano sulla costa nei pressi del centro di Ameglia o poco distanti.